# Raymond Walk

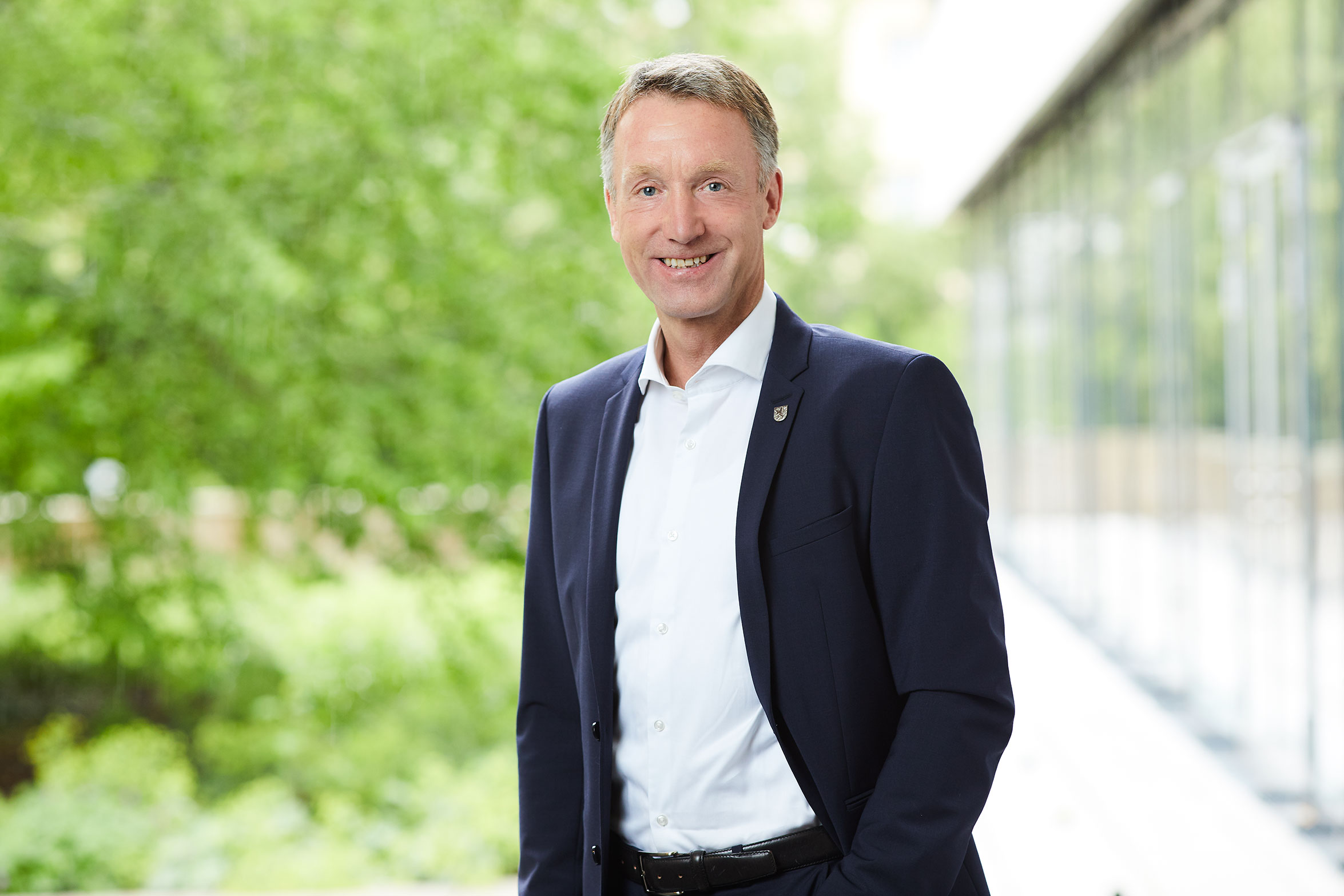
Raymond Walk 2020

Raymond Walk (* 22. März 1962 in Fulda) ist ein deutscher Politiker der CDU und war von 2014 bis 2024 Mitglied des Thüringer Landtags. Von 2017 bis September 2020 war er Generalsekretär der CDU Thüringen.

## Beruflicher Werdegang
Walk absolvierte eine Ausbildung zum Polizeivollzugsbeamten, arbeitete als solcher einige Jahre bei der hessischen Polizei und schloss 1991 an der Fachhochschule Wiesbaden ein Studium zum Diplom-Verwaltungswirt (FH) ab. Er wechselte 1991 zur Thüringer Polizei und war von 1992 bis 1994 Leiter der Polizeidienststellen in Bad Langensalza und Erfurt-Süd. 1994 bis 1996 studierte er an der Polizeihochschule in Münster und wurde 1996 Leiter der Polizeiinspektion in Eisenach. 2002 wechselte er als Behördenleiter zur Polizeidirektion Gotha, anschließend 2006 in gleicher Funktion in die Landeshauptstadt Erfurt. 2008 wurde er als Leitender Polizeidirektor in das Thüringer Innenministerium berufen. Hier war er zunächst als Referatsleiter Einsatz, Verkehrsaufgaben eingesetzt. 2014 wurde Walk zum kommissarischen Vertreter der Abteilung Öffentliche Sicherheit beauftragt und nahm zudem die Aufgaben des Abteilungsleiters wahr.

## Politischer Werdegang
Der damals noch parteilose Walk trat bei den Kommunalwahlen in Thüringen 2012 für die CDU als Kandidat für den Posten des Oberbürgermeisters der Stadt Eisenach an, unterlag aber in der Stichwahl knapp seiner Mitbewerberin Katja Wolf (Die Linke). 2012 trat Walk in die CDU ein und wurde Kreisvorsitzender des Kreisverbandes Eisenach.
Bei den Kommunalwahlen in Thüringen 2014 kandidierte Walk erfolgreich für den Eisenacher Stadtrat und wurde in diesem als Nachfolger von Gerhard Schneider Vorsitzender der CDU-Fraktion. 2019 und 2024 wurde er erneut in den Stadtrat und bei der Kreistagswahl 2021 in den Kreistag des Wartburgkreises gewählt, dem er bis 2024 angehörte.
Zur Landtagswahl 2014 trat er im Wahlkreis Wartburgkreis II – Eisenach als Direktkandidat der CDU an und setzte sich mit 37,4 Prozent der Stimmen durch. Im Thüringer Landtag war er von 2014 bis 2019 stellvertretender Vorsitzender des Innen- und Kommunalausschusses. Im 7. Thüringer Landtag war Walk erneut Mitglied der Parlamentarischen Kontrollkommission und Vorsitzender der G 10-Kommission.
Walk wurde 2017 zum Generalsekretär der CDU Thüringen bestellt, nachdem dieser Posten seit Dezember 2014 unbesetzt war. Walk wurde auf dem Landesparteitag im November 2017 per Wahl im Amt bestätigt. Am 20. Oktober 2018 wurde er mit 93,96 Prozent und damit dem besten Ergebnis aller Vorstandsmitglieder wiedergewählt. Beim Landesparteitag der CDU Thüringen im September 2020 stellte sich Walk nicht mehr für das Amt zur Verfügung, sondern wurde zum stellvertretenden Vorsitzenden gewählt.
Zur Landtagswahl 2019 errang er mit 26,9 Prozent erneut, diesmal knapp vor der Kandidatin der Linken, das Direktmandat in seinem Wahlkreis. Dort war er innenpolitischer Sprecher der CDU-Fraktion. Am 2. März 2020 wurde er zum stellvertretenden Fraktionsvorsitzenden gewählt.
Am 23. April 2021 wurde Walk zum stellvertretenden Vorsitzenden des neu eingesetzten Untersuchungsausschusses „Ursachen und Umstände der Einstellung des von der Staatsanwaltschaft Gera im Bereich Organisierter Kriminalität unter der (polizeilichen) Bezeichnung ‚FIDO‘ geführten Ermittlungsverfahrens“ gewählt. Von 2021 bis 2024 war Walk Vorsitzender des Untersuchungsausschusses „Politische Gewaltkriminalität“.
Bei der Landtagswahl 2024 kandidierte Walk nicht erneut.

## Ehrenamt
Raymond Walk ist Vorsitzender des Fördervereins der Gedenkstätte Point Alpha. Seit 2015 ist Walk gewähltes Mitglied im Katholikenrat des Bistums Erfurt.
Von 2014 bis 2019 war Walk Mitglied im Stiftungsrat der Wartburg-Stiftung.

## Privates
Walk ist katholisch und wuchs in Grüsselbach bei Rasdorf auf. Er ist verheiratet und hat zwei erwachsene Töchter.